# Anthony Walongwa
Anthony Walongwa (Nantes, 15 ottobre 1993) è un calciatore della Repubblica Democratica del Congo, difensore dell'USSA Vertou.

## Carriera

### Nazionale
Nel 2013 gioca 3 partite con la Nazionale Under-20 congolese nella Coppa d'Africa di categoria.